# Saint-Victor-de-Cessieu
Saint-Victor-de-Cessieu là một xã của tỉnh Isère, thuộc vùng Rhône-Alpes, đông nam nước Pháp.